# Долуд Андрій Данилович
Андрі́й До́луд (нар.15 жовтня 1893, с. Плетений Ташлик, Єлисаветградського повіту, Херсонської губернії, нині с. Плетений Ташлик, Маловисківського району, Кіровоградської області  — пом. 6 вересня 1976, м. Куритиба, Бразилія) — український військовий діяч, генерал-хорунжий Армії УНР, начальник штабу Армії УНР Першого зимового походу, організатор УВВ.
Відповідно до українського законодавства є борцем за незалежність України у XX столітті.

## Життєпис

Уряд Директорії та вище командування Армії УНР після наради в Ялтушкові, 7.11.1920 р.
Перший ряд: Іван Омелянович-Павленко (1), Симон Петлюра (2), Михайло Омелянович-Павленко (3), Гаврило Базильський (4).
Другий ряд: Андрій Лівицький (5), Олександр Саліковський (6).
Третій ряд: Євген Архипенко (7), Олександр Удовиченко (8), Олексій Галкин (9), Олександр Загродський (10), Пінхас Красний (11), Марко Безручко (12), Андрій Долуд (13), Петро Ліпко (14), Андрій Гулий-Гуленко (15), Сергій Тимошенко (16)

Тарас Бульба-Боровець (ліворуч) та Андрій Долуд (в центрі).

Андрій Долуд у 1942-44

Під час першої світової у складі військ Південно-Західного фронту воював на Тернопільщині.
В 1917–1918 — член Української Центральної Ради. 13 листопада 1918 на чолі козацького загону імені Івана Гонти, сформованого з наддніпрянських українців, прибув до Львова на допомогу галицьким військам. Брав участь в польсько-українській війні 1918—1919. З кінця 1918 командував Янівською (другою) бригадою УГА, яка відзначилась у боях з польськими частинами на підступах до Львова, в ході Вовчухівської операції 1919 та Чортківського наступу (офензиви) 1919.
З грудня 1919 до травня 1920 — начальник штабу Армії УНР під час Першого Зимового походу. Під час польсько-радянської війни 1920 командував  5-ю Херсонською дивізією Армії УНР. У листопада 1920 інтернований з дивізією біля Підволочиська. У 1921 році виїхав до Бразилії.
У 1942 році формально очолював Українське Визвольне Військо, що формувалось у складі сухопутних сил німецької армії (Вермахту). З 1943 року очолював Запорізький загін УВК (Ost-Nachschub-Bataillon 651) в складі Вермахту, який у 1945 р. увійшов до складу 2-ї Української дивізії УНР Українська Національна Армія.
У 1944 році — член Козацького штабу генерала Андрія Шкуро.
Разом з полковником Дацківим були організаторами табору для українців в Ульмі. Після 1945 року емігрував до Латинської Америки.
Помер 6 вересня 1976 р., похований у Куритибі, штат Парана, Бразилія.

## В кінематографі
Андрій Долуд Документальний фільм режисера Тараса Каляндрука Львів 2008. [Архівовано 3 червня 2017 у Wayback Machine.] [Архівовано 3 червня 2017 у Wayback Machine.]